# Sylvia Dethier
Pour les articles homonymes, voir Dethier.
Sylvia Dethier, née à Acosse le 20 mai 1965, est une athlète belge spécialiste du 100 m haies et du 60 m haies. Elle se distingue également sur 200 m et 400 m. Elle a été neuf fois championne de Belgique sur 100 m haies et quatre fois sur 200 m. De 1991 à 2007, elle a détenu le record de Belgique du 100 mètres haies en 12 s 98.
Sylvia Dethier a une sœur jumelle, Françoise Dethier, championne de Belgique d'athlétisme plusieurs fois également...

## Championnat de Belgique
| Discipline  | Résultats | Année                                                |
| ----------- | --------- | ---------------------------------------------------- |
| 100 m haies | 1re       | 1983, 1985, 1986, 1987, 1988, 1990, 1991, 1992, 1994 |
| 200 m       | 1re       | 1990, 1991, 1992, 1994                               |

## Récompenses
Elle remporte le Spike d'or en 1988 et 1991.